# Wagon Automotive
Wagon Automotive este o companie producătoare de componente auto din Marea Britanie.
Wagon Automotive, cu sediul central în Anglia, este un grup care are ca activitate design-ul și producerea de caroserii, sisteme de închidere și de confort pentru industria auto.
Compania are 23 de fabrici în zece țări din Europa, precum Franța, Germania, Italia, Cehia, Spania și Turcia.
Compania deține în România o fabrică de parasolare în orașul Pogoanele, din județul Buzău.